# 水上紀行
水上 紀行（みずかみ のりゆき、1955年 - ）は、日本のFXアナリスト、外国為替ストラテジスト。バーニャ マーケット フォーカスト代表。

## 経歴・人物
静岡県出身。1974年、静岡県立静岡高等学校卒業。1978年、上智大学経済学部卒業。同年、三和銀行入行。5年間の支店業務を経て、1983年より、ロンドン、東京、ニューヨークで為替ディーラー。東京外国為替市場で「三和の水上」として知られる。1995年より在日外銀において為替ディーラー。ドレスナー銀行外国為替部長。1996年よりロイヤルバンク・オブ・スコットランドにおいて外国為替部長、外為営業部長を歴任。
2007年に独立、バーニャ マーケット フォーカスト代表。ブログで日々の為替相場情報の配信を始める。投資関連の雑誌やテレビ、ラジオ番組、FX情報サイト、YoutubeなどでFX、為替相場について解説。日本FP協会会員（AFP）。

## 著書
- 『知識ゼロでも1時間で稼げるようになるFX入門2018』 standards 2018.6
- 『FX戦略投資 実践編』 扶桑社 2017.7
- 『知識ゼロでも1時間で稼げるようになるFX入門』 standards 2017.6
- 『超入門 24時間まかせて稼ぐFX戦略投資』 扶桑社 2017.3
- 『FX常勝の公式20』standards 2017.1
- 『ガッツリ稼いで図太く生き残る! FX』すばる舎 2016.1